# Chapelle Notre-Dame de Bonne-Pensée (Pesche)
La chapelle Notre-Dame-de-Bonne-Pensée également parfois chapelle Notre-Dame-de-Bonnes-Pensées  est un édifice religieux catholique sis à l'écart du village de Pesche, sur la route de Couvin, en Belgique.
Datant du XVIIe siècle, la chapelle est classée au patrimoine immobilier de la Région wallonne depuis 1982.

## Histoire
La construction de la chapelle est initiée par Claude Herman de Milendonck, seigneur du lieu, pour célébrer la fin d'une procédure judiciaire et la réconciliation avec son oncle Adolphe qui avait usurpé son titre de baron de Pesches et accaparé ses biens, ainsi qu'une convention importante signée avec les bourgeois.
Vendue comme bien national en 1797 la chapelle revient dans le giron de la fabrique d'église au moins avant 1820 et est restaurée en 1861, notamment grâce au soutien du duc de Croÿ. À la fin du XIXe siècle, sa propriété est disputée entre la commune et la fabrique d'église. La propriété de la fabrique d'église est finalement reconnue en 1896.
Une dernière rénovation de la chapelle a lieu en 2000.

## Description

### Extérieur
Le bâtiment est construit en moellons calcaires; il est surmonté d'un clocheton carré et couvert d'une toiture en ardoises. La nef est longue de trois travées se terminant sur un chevet à 3 pans chaînés. La porte d'entrée principale est surmontée d'une statue de la Vierge datant du XXe siècle nichée devant une fenêtre murée. Une autre porte d'entrée (latérale) est surmontée d'une pierre portant en creux le chronogramme 'saLVe VIrgo saLVe porta eX qUa MUnDo paX est orta' que l'on pourrait traduire: Salut à la Vierge, salut à la porte par laquelle la paix est entrée dans le monde.
La chapelle était entourée de tilleuls. Actuellement, seul un tilleul date de la construction et la rangée sud n'existe plus.

### Intérieur (patrimoine)
- Le plafond (XVIIe siècle) est orné de 36 panneaux peints représentant des saints.
- Son jubé fut restauré en 1765.
- Les bancs, contemporains de l'édifice, proviennent de l’église de Wéris.

## Sources
- Forum d'histoire de Chimay
- Gabriel Baudet, « La chapelle N-D de Bonne-Pensée à Pesche (1646) », En Fagne et Thiérache, vol. 119 à 124,‎ 1998-1999
- Jules Fosset, Notice sur la paroisse de Pesche, Chimay, Hubert-Macq, 1966, 29 p.